# Metamorphose
Metamorphose este un film românesc din 2003 regizat de Florian Simovici.